# 차해원 (배구인)
차해원(1961년 5월 30일 ~ )은 대한민국의 배구 지도자이다. 1984년부터 1988년까지 한국전력 배구단에서 선수로 활동했다. 2018년 대한민국 여자 배구 국가대표팀 감독으로 선임되었다.
| 전임 반다이라 마모루 | 제18대 인천 흥국생명 핑크스파이더스 감독 2011-2013 | 후임 류화석 |

| 전임 홍성진 | 대한민국 여자 배구 국가대표팀 감독 2018 | 후임 스테파노 라바리니 |